# PACSIN3
La proteína quinasa C y el sustrato de caseína quinasa en las neuronas, la proteína 3 es una enzima que en los humanos está codificada por el gen PACSIN3 .

## Interacciones
Se ha demostrado que PACSIN3 interactúa con PACSIN1 y PACSIN2.